# Stockholms Tygstation

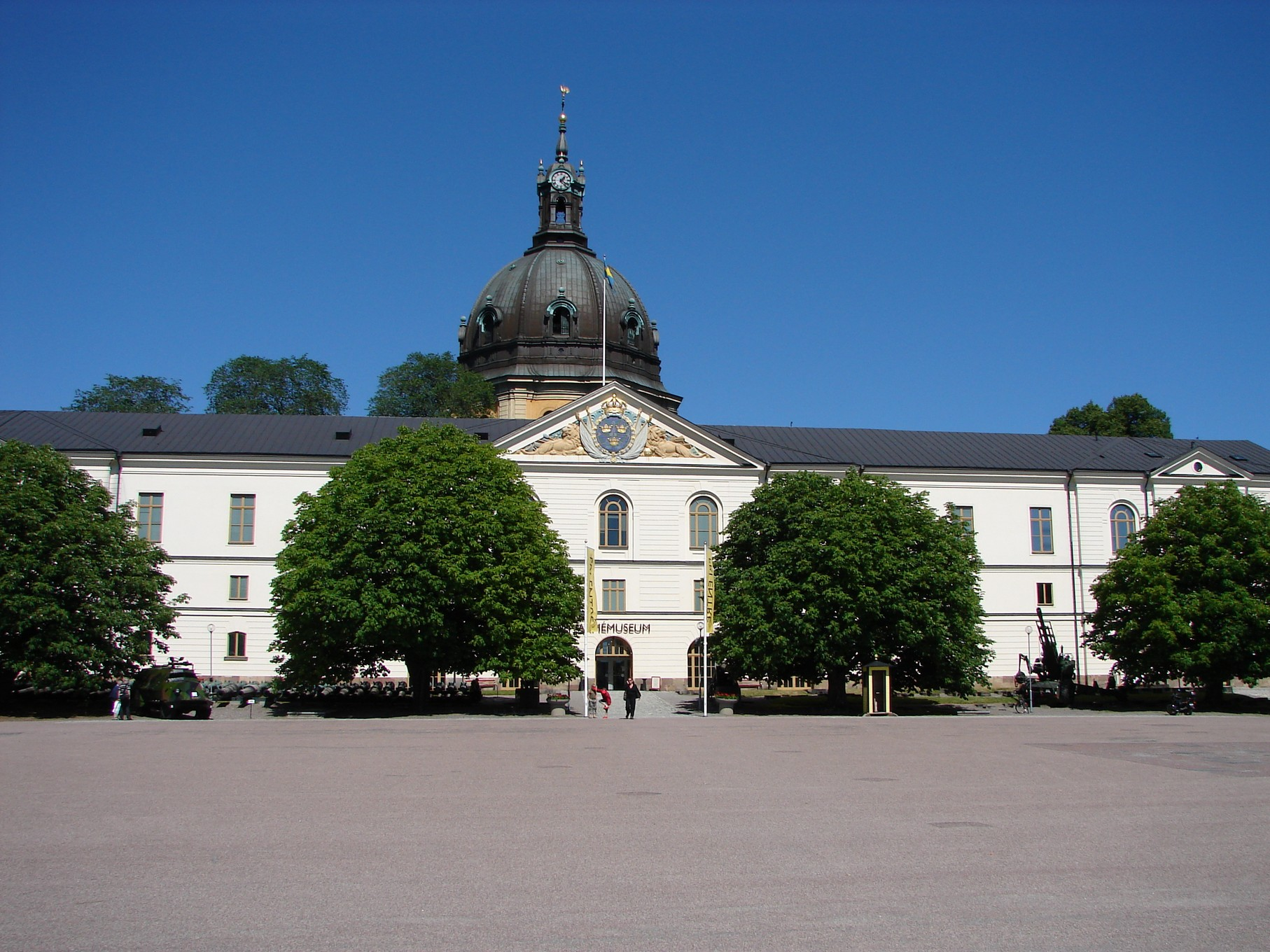
Stora Tyghuset vid Stockholms Tygstation, numer Armémuseum.

Stockholms tygstation (ST) var ett arméförband i den svenska armén mellan 1916 och 1966. Dess föregångare var Stockholms tyg-, ammunitions- och gevärsförråd, som var organiserat 1701—1915. 1958 tillfördes Signalverkstaden i Sundbyberg (SIS), vilken tidigare varit en egen enhet under Armétygförvaltningen. År 1966 uppgick ST i Östra militärområdets tygverkstad.
Stockholms Tygstations laboratorium drabbades den 12 februari 1915 av en explosion, varvid 7 personer omkom.